# Four four two
four four two（フォーフォートゥー）はイタリアミラノにあるスポーツパブである。
店の壁に飾られている世界各国の有名サッカークラブのタオルマフラーの中に、ベガルタ仙台のものが含まれているため、同クラブのサポーターからは"ヨーロッパにおける聖地"と呼ばれている。

## メディアでの取り扱い
当地在住のスポーツジャーナリストであるフランコ・ロッシが『ほぼ日刊イトイ新聞』に寄稿した記事により日本に紹介された。